# Torre Guillem
La Torre Guillem, datada entre els segles xv i xvi, es troba al terme municipal de la Mata de Morella, a la comarca dels Ports, formant part del Molí de la Punta, al costat del riu Cantavella, a la carretera que va de la Mata a Mirambel (província de Terol).
Catalogada de forma genèrica, per ser una construcció de caràcter defensiu, com Bé d'Interès Cultural, amb número 12.01.075-012.
Es tracta d'una torre gòtica, de planta quadrada i amb quatre altures, la missió era la protecció de la masia adjunta. Presenta coberta a quatre aigües, conservant encara les troneres i espitlleres destinades a la protecció de la masia.